# Staffan Ek
Staffan Ek, född 13 november 1991, är en svensk medel- och långdistanslöpare. Han vann SM-guld på 3 000 meter inomhus åren 2015 och 2016. Han tävlade för Malmö AI.
Vid inomhus-EM 2015 i Prag, Tjeckien deltog Ek på 1 500 meter men slogs ut i försöken.

## Personliga rekord
| Utomhus - 800 meter – 1:51,36 (Göteborg 8 juli 2012) - 1 000 meter – 2:21,76 (Göteborg 5 september 2015 - 1 500 meter – 3:39,68 (Kwangju, Sydkorea 10 juli 2015 - 1 engelsk mil – 4:09,98 (Mölndal 4 augusti 2012 - 3 000 meter – 8:02,69 (Karlstad 19 juli 2012 - 5 000 meter – 14:24,27 (Helsingfors, Finland 30 augusti 2014 - 10 km landsväg – 30:31 (Malmö 18 april 2015 | Inomhus - 800 meter - 1:55,01 (Sätra friidrottshall 6 februari 2011) - 1 500 meter – 3:43,54 (Stockholm 19 februari 2015) - 3 000 meter – 7:58,71 (Gent, Belgien 11 februari 2017) |

### Fotnoter
1. ↑  ”Karensövergångar 2015” (aspx). friidrott.se. 12 oktober 2015. Arkiverad från originalet den 17 september 2018. https://web.archive.org/web/20180917181952/http://www.friidrott.se/forbundsinfo/overgangar/karens15.aspx. Läst 10 oktober 2018.
2. ↑  ”Tävlingsårsskiftesövergångar 15 november 2017” (aspx). friidrott.se. 14 november 2017. Arkiverad från originalet den 10 oktober 2018. https://web.archive.org/web/20181010015649/http://www.friidrott.se/forbundsinfo/overgangar/arsskifte1718.aspx. Läst 10 oktober 2018.
3. ↑  ”Stora SM 2014, dag 2” (htm). trackandfield.se. http://www.trackandfield.se/resultat/2014/140802.htm. Läst 21 oktober 2014.
4. ↑  ”Stora SM 2015, dag 2” (htm). trackandfield.se. http://www.trackandfield.se/resultat/2015/150808.htm. Läst 31 oktober 2015.
5. 1 2  ”Stora SM 2016” (php). Arkiverad från originalet den 23 augusti 2017. https://web.archive.org/web/20170823210252/http://212.247.216.72/friidrott/sm16/Resultat.php. Läst 1 november 2016.
6. ↑  ”Terräng-SM 2015”. marathon.se. http://www.marathon.se/racetimer?v=%2Fsv%2Frace%2Fshow%2F2980%3Flayout%3Dmarathon. Läst 31 oktober 2015.
7. ↑  ”Terräng-SM 2016”. racetimer.se. http://www.racetimer.se/sv/race/show/3482?layout=racetimer. Läst 1 november 2016.
8. 1 2  ”Stafett-SM 2015”. smfriidrott.com. Arkiverad från originalet den 24 november 2015. https://web.archive.org/web/20151124055051/http://www.smfriidrott.com/tavling/stafett-sm-2015/resultat. Läst 31 oktober 2015.
9. ↑  ”Stafett-SM 2016” (htm). trackandfield.se. http://www.trackandfield.se/resultat/2016/160528.htm. Läst 1 november 2016.
10. ↑  ”Stora inne-SM 2014 dag 2, resultat” (htm). trackandfield.se. http://www.trackandfield.se/resultat/2014/140223.htm. Läst 29 januari 2015.
11. ↑  ”ISM i friidrott - Växjö 25-26 februari 2017” (php). telekonsultarena.se. Arkiverad från originalet den 3 september 2017. https://web.archive.org/web/20170903123052/http://telekonsultarena.se/resultat/ISM17/Resultat.php. Läst 7 mars 2017.
12. ↑  ”Stora inne-SM 2015, resultat”. archive.is. Arkiverad från originalet den 22 februari 2015. https://archive.is/20150222161525/http://livetiming.se/track/ism15/. Läst 29 mars 2015.
13. ↑  ”Stora inne-SM 2016, resultat”. livetiming.se. http://livetiming.se/track/ism16/. Läst 26 maj 2016.
14. 1 2 3 4 5 6 7 8 9 10 11  ”Personsida på IAAF:s webbplats” (på engelska). iaaf.org. https://www.iaaf.org/athletes/sweden/staffan-ek-285722. Läst 10 oktober 2018.
15. ↑  ”European Athletics Indoor Championships - Prague 2015” (på engelska) (html). european-athletics.org. http://www.european-athletics.org/competitions/european-athletics-indoor-championships/history/year=2015/results/index.html. Läst 20 augusti 2017.
16. ↑  ”IEM3: Hårda bud på 1500”. friidrott.se. 7 mars 2015. Arkiverad från originalet den 21 augusti 2017. https://web.archive.org/web/20170821002453/http://www.friidrott.se/nyheter.aspx?id=17776. Läst 20 augusti 2017.
17. 1 2 3 4 5 6 7  ”Personsida på European Athletics' webbplats” (på engelska) (html). european-athletics.org. http://www.european-athletics.org/athletes/group=e/athlete=151750-ek-staffan/index.html. Läst 10 oktober 2018.